# Manuel Forcano
Manuel Forcano i Aparicio (Barcelona, 1968) es un poeta, hebraista y traductor español. De marzo de 2016 a septiembre de 2018 fue el director del Instituto Ramon Llull.

## Biografía
Estudió hebreo en la Universidad de Barcelona y en Israel, al Kibutz Ha-Oguen, en la Universidad de Haifa y en la Universidad Hebrea de Jerusalén. Ha completado su formación estudiando árabe en Siria, en la Universidad de Damasco y en Egipto, a la International Language Instituto del Cairo. Es doctor en filología semítica por la UB y ha ejercido de profesor de hebreo, arameo y de historia del Próximo Oriente Antiguo en la Universidad de Barcelona desde 1996 hasta 2004. También enseña Historia del Próximo Oriente Antiguo en la Fundación Arqueológica Clos, del Museo Egipcio de Barcelona. Ha sido profesor de hebreo en la Asociación de Relaciones Culturales Cataluña-Israel (1992-98) y en la Universidad de Gerona (1995). Entre 1995 y 1996 fue el traductor oficial del consulado de Israel en Barcelona. Ha participado en el Proyecto Manumed de la Unión Europea (2000-2004) para la catalogación a las bibliotecas de los manuscritos árabes y sirios de los países de la orilla sur de la Mediterránea, con misiones activas en Alepo y Damasco. Ha adaptado libretos de ópera barroca para la Real Compañía Ópera de Cámara. Desde el año 2004 trabaja como documentalista y dramaturgo a la Fundación Centro Internacional de Música Antigua Jordi Savall. Forma parte del grupo conocido como los "Imparables". Desde marzo de 2016 hasta septiembre de 2018 fue director del Instituto Ramon Llull.

## Obras

### Poesía
- D'un record a l'altre, 1992
- Les mans descalces, 1992
- De nit, 1999
- Com un persa, 2000
- Corint, 2000
- El tren de Bagdad, 2003
- Llei d'estrangeria, 2008
- Estàtues sense cap, 2013
- Ciència exacta, 2014

### Ensayo
- La lletra apologètica del Rabí Iedaia ha-Peniní : un episodi de la controvèrsia mainonidiana a Catalunya i Provença, 2003
- Dogmàtica imparable, 2004 (con Sebastià Alzamora y Hèctor Bofill)
- A fil d'espasa: les Croades vistes pels jueus, 2007
- Història de la Catalunya jueva, 2010 (con Sílvia Planas i Marcé)
- Els jueus catalans, 2015

## Traducciones al catalán

### Poesía
- Iehuda Amikhai, Queda't amb mi
- Iehuda Amikhai, Clavats a la carn del món
- Pinkhas Sadé, El déu abandona David
- Ronny Someck, Amor pirata

### Novela
- Amos Oz, El mateix mar (con Roser Lluch)

### Teatro
- Gabriele d'Annunzio, El martiri de sant Sebastià

### Libros de viajes
- Ibn Battuta, Els viatges (con Margarida Castells)
- Marco Polo, Llibre de les Meravelles
- E.M. Forster, Faros i Farelló, una evocació d'Alexandria

### Ensayo
- Libro de la Creación, (Fragmenta, Barcelona 2013) ISBN 978-84-92416-71-4

## Premios literarios
- 1992: Premio Amadeu Oller por De un recuerdo al otro
- 1992: Premio de Poesía Josep López Picó por Las manos descalzas
- 2000: Premio Jocs Florals de Barcelona por Corint
- 2002: Premio Internacional Europa Giovani Tívoli por Como un persa
- 2002: Premio Cavall Verd por Clavados a la carne del mundo de Iehuda Amikhai
- 2003: Premio Carles Riba por El tren de Bagdad
- 2006: Premio Crítica Serra D'Or  de Traducción por Els Viatges de Ibn Battuta
- 2014: Premio Miquel de Palol de poesía por Ciencia exacta